# مار بيطي أخي إيدينا
مار بيطي أخي إيدينا معنى اسمه الاله منحني إخوة هو ملك بابلي كلداني تولى حكم مملكة بابل من سنة 942 ق م بعد وفاة أخيه نينورتا خذرصر الثاني، غير معروف متى انتهى حكمه لكن ذكرت المصادر اسم شمش مدامق تولى حكم بابل بعده.